# Mandelgave

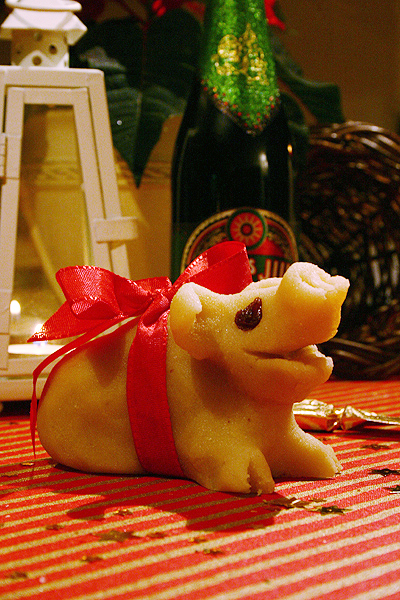
Marzipanschwein – eine typische Mandelgave

Mandelgave bezeichnet in der dänischen Weihnachtstradition ein „Mandel-Geschenk“.
Zum traditionellen dänischen Weihnachtsessen gehört ein Reisbrei. In ihm ist eine ganze Mandel verborgen, deren Finder mit der Mandelgave belohnt wird. Der Pudding wird als Vorspeise namens julegrød oder zum Dessert als kalt servierter Milchreis mit gehackten Mandeln (risalamande) und angedickten Kirschen serviert.
Früher erhielt derjenige, der in seiner Portion die Mandel gefunden hatte, als Mandelgave ein Marzipanschwein. Wenn die Mandel nicht gefunden und unbemerkt verspeist worden war, verteilte man das Marzipanschwein an alle Gäste. Heutzutage sorgt man meist dafür, dass die Mandel vom jüngsten Familienmitglied gefunden wird, das dann ein kleines Spielzeug bekommt.